# Hemitaurichthys multispinosus
Hemitaurichthys multispinosus is een  straalvinnige vissensoort uit de familie van koraalvlinders (Chaetodontidae). De wetenschappelijke naam van de soort werd voor het eerst geldig gepubliceerd in 1975 door John Ernest Randall.
De soort staat op de Rode Lijst van de IUCN als niet bedreigd, beoordelingsjaar 2009. De omvang van de populatie is volgens de IUCN stabiel.

## Synoniemen
- Hemitaurichthys multispinus Burgess & Randall, 1978